# Nevado de Toluca nationalpark
Nevado de Toluca nationalpark är en nationalpark i Mexiko.   Den ligger i delstaten Mexiko, i den sydöstra delen av landet, 80 km väster om huvudstaden Mexico City.
Ett tropiskt höglandsklimat råder i trakten. Årsmedeltemperaturen i trakten är 9 °C. Den varmaste månaden är april, då medeltemperaturen är 14 °C, och den kallaste är september, med 6 °C. Genomsnittlig årsnederbörd är 1 185 millimeter. Den regnigaste månaden är juni, med i genomsnitt 231 mm nederbörd, och den torraste är januari, med 7 mm nederbörd.